# بل آیل (فلوریدا)
بل آیل (به انگلیسی: Belle Isle) شهری در شهرستان اورنج ایالت فلوریدا است که در سال ۱۹۲۴ بنیان‌گذاری شده‌است. این شهر طبق سرشماری سال ۲۰۱۰ میلادی، ۵٬۹۸۸ نفر جمعیت داشته و مساحت آن نیز ۱۲ کیلومتر مربع است.